# Congrès celtique
Le Congrès celtique (en anglais : Celtic Congress ; en breton : Kendalc'h keltiek ; en cornique : Guntelles Geltek ; en gaélique écossais : Chòmhdhail Cheilteach ; en gallois : Gyngres Geltaidd ; en irlandais : Chomhdháil Cheilteach ; en mannois : Cohaglym Celtiagh) est une organisation culturelle qui a pour but de promouvoir les langues des nations celtiques : l'Irlande, l'Écosse, le pays de Galles, la Bretagne, les Cornouailles et l'île de Man. Il est juridiquement né en 1920, mais il est héritier d'une histoire remontant au XIXe siècle, celle du mouvement des idées panceltiques ou interceltiques.  
Le Congrès celtique, qui se veut apolitique, ne doit pas être confondu avec une organisation similaire, la Ligue celtique dont les buts sont clairement politiques.  

## Objectifs et organisation
L'objet indiqué dans ses statuts (en : constitutions) de 1949, amendés en 1994, est «… perpétuer la culture, les idéaux, et les langues des peuples celtiques, et (de) maintenir un contact intellectuel et étroit, (ainsi que) la collaboration entre les communautés celtiques respectives ». 

En hommage à l'Eire, le congrès de 1949 a décidé que la langue de référence pour les statuts est l'irlandais. 
Les six sections nationales (national branches) sont gérées de manière autonome, mais reconnaissent l'autorité du comité international composé d'un président, d'un vice-président, d'un secrétaire et d'un trésorier. Leurs statuts doivent être approuvés par le comité international.
L'essentiel de l'activité consiste en l'organisation de « congrès celtiques internationaux » annuels et qui se tiennent, dans la mesure du possible, successivement dans chacun des 6 pays concernés.

L'organisation et le financement sont assurés exclusivement par la section qui accueille.

## Histoire
Le Congrès celtique est l'héritier moral de l’Association celtique (1901) et du Congrès pan-celtique qui avaient le même objectif de réunir les représentants des peuples celtes pour la promotion de leurs langues et de leurs cultures.

Le premier congrès celtique a été celui de Saint-Brieuc en 1867, organisé à l'initiative de Charles de Gaulle (oncle du général de Gaulle), et la pareille fut rendue en 1879, à l’Eisteddfod de Cardiff, auquel vint une délégation de Bretons.

De manière plus organisée, l'Association celtique, basée près de Dublin, invite dans cette ville des personnes de Galles, Écosse et Bretagne en 1901 et réitère l'organisation d'un congrès celtique en 1901 (à Dublin) 1904 à Caernarvon en Pays de Galles) , 1906 et 1907 (à Édimbourg).

Le relais est pris par une première Union celtique basée en Belgique et qui organise des congrès pan-celtiques à Namur et à Louvain. 
Un parlementaire et industriel gallois, Edward T. John crée une deuxième Union celtique avec l'appui logistique de l'Union des Sociétés galloises qu'il préside.
En 1917, un congrès celtique est convoqué à Birkenhead, à l'occasion de l'Eisteddfod et il est le premier d'une série ininterrompue, sauf lors de la guerre de 1939-1945.

En 1920, une organisation dénommée « Congrès celtique » se détache de l'Union celtique et ses premiers statuts sont adoptés à Édimbourg en 1920. La Cornouailles britannique y est alors admise, mais la demande de participation de la Galice exprimée en 1933 sera rejetée.  
Le Congrès celtique est resté constamment une organisation apolitique, bien que dans les années 1920, le National Party of Scotland (le précurseur du moderne Parti national écossais) ait cherché à accentuer sa participation, et que le nationaliste irlandais, Éamon de Valera fût pressenti pour être le directeur du congrès dans les années 1930.

## Liste des congrès organisés par le Congrès celtique[1]
- 1917 : Birkenhead (semaine de l'Eisteddvod). Premier congrès celtique organisé par l'Union celtique sous l'impulsion d'un parlementaire gallois, E. T. John. En plus des délégués de chaque pays celtique, la Société celtique de Paris est représentée.
- 1918 : Neath (Pays de Galles)
- 1919 : Corwen (Pays de Galles)
- 1920 : Édimbourg. Premiers statuts du Congrès celtique international. Le président John demande qu'il soit tenu des « Celtes de la Dispersion » et dit que l'esprit de domination est la négation de « l'évangile du celtisme ».
- 1921 : Île de Man
- 1924 : Quimper
- 1925 : Dublin. Présence de Douglas Hyde et de François Jaffrennou.
- 1927 : Bangor (Pays de Galles)
- 1927 : Riec-sur-Bélon (Finistère) - 150 invités britanniques - Financement par le Consortium breton - Non reconnu par le Comité du Congrès celtique.
- 1929 : Glasgow
- 1930 : Londres. Congrès organisé par la Section du Pays de Galles dans les locaux de l'Université de Londres
- 1931 : Douglas (Île de Man)
- 1932 : Truro (Cornouailles)
- 1933 : Dinard - 3 journées d'échanges entre 6 délégués bretons et 1 à 2 délégués pour les 5 pays celtiques d'Outre-Manche
- 1934 : Dublin
- 1935 : Cardiff
- 1937 : Édimbourg
- 1938 : Douglas (Île de Man)
- 1939 : Congrès annulé à cause de la guerre
- 1947 : Dublin
- 1948 : Pays de Galles
- 1949 : Bangor (Pays de Galles). Rénovation des statuts du Congrès celtique.
- 1950 : Truro (Cornouailles)
- 1951 : Quimper - Congrès panceltique en parallèle avec les Fêtes de Cornouaille. Nombreux invités des 5 pays celtiques ultramarins sont accueillis. Non approuvé par le comité du Congrès celtique[2].
- 1952 : Ramsey (île de Man)
- 1953 : Glasgow
- 1954 : Dublin
- 1955 : Brest
- 1956 : Truro (Cornouailles)
- 1957 : Llangefni (Pays de Galles)
- 1958 : Douglas
- 1959 : Édimbourg
- 1960 : Aberystwyth (Pays de Galles)
- 1961 : Galway (Irlande)
- 1962 : Tréguier (Bretagne)
- 1963 : Carbis Bay (Cornouailles)
- 1964 : Douglas (Île de Man)
- 1965 : Glasgow
- 1966 : Dublin
- 1967 : Cardiff
- 1968 : Fougères
- 1969 : Gulval (Cornouailles)
- 1970 : Douglas (Île de Man)
- 1971 : Stirling (Écosse)
- 1972 : Bangor (Pays de Galles)
- 1973 : Blessington (Irlande)
- 1974 : Nantes
- 1975 : Saint-Austell (Cornouailles)
- 1976 : Peel (Île de Man)
- 1977 : Stirling (Écosse)
- 1978 : Carmarthen ( (Pays de Galles)
- 1979 : Douglas (Île de Man)
- 1980 : Drumcondra (Irlande)
- 1981 : Lannion (Bretagne)
- 1982 : Penzance (Cornouailles)
- 1983 : Aberystwyth (Pays de Galles)
- 1984 : Le congrès qui devait se tenir à Rennes est annulé pour « politisation »
- 1985 : Cork (Irlande)
- 1986 : Île de Man
- 1987 : Inverness (Écosse)
- 1988 : Newquay (Cornouailles)
- 1989 : Lesneven (Bretagne)
- 1990 : Swansea (Pays de Galles)
- 1991 : Dublin
- 1992 : Douglas (Île de Man)
- 1993 : Inverness (Écosse)
- 1994 : Falmouth (Cornouailles)
- 1995 : Lorient - Thème : les Droits de l'Homme dans les pays celtiques
- 1996 : Bangor (Pays de Galles)
- 1997 : Dublin
- 1998 : Port Erin (Île de Man)
- 1999 : Glasgow
- 2000 : Bude - Thème : La résurgence des Celtes dans le millénaire qui vient
- 2001 : Rennes - Thème : Les peuples sans mémoire n'ont pas d'avenir
- 2002 : Carmarthen ( (Pays de Galles)
- 2003 : Dublin
- 2004 : Port Erin (Île de Man)
- 2005 : Oban (Écosse)
- 2006 : Carhaix-Plouguer (Bretagne)
- 2007 : Tremough-Penryn (Cornouailles)
- 2008 : Aberystwyth (Pays de Galles)
- 2009 : Sligo (Irlande)
- 2010 : Douglas
- 2011 : Fort William (Écosse)
- 2012 : Guingamp (Bretagne)
- 2013 : Bodmin (Cornouailles)
- 2014 : Cardiff
- 2015 : Rosscarbery (Irlande)
- 2016 : Douglas (Île de Man)
- 2017 : Perth (Écosse)
- 2018 : Quimper[3] - Thème : Développement des langues celtiques à travers les médias sociaux[4]
- 2019 : Newquay[5]

## Compléments